# 杉山良一
杉山 良一 (すぎやま りょういち、1962年8月19日 - )は、日本の俳優、声優である。東京都出身。法政大学中退。法政大学第二高等学校時代に演劇部に所属し、横内謙介ら神奈川県立厚木高等学校演劇部のメンバーと知り合う。劇団扉座所属。

## 出演

### 舞台
- お伽の棺 (善治)
- ステイジ・ストラック
- 東京原子核クラブ
- 蘭学事始
- ベゴニアと鈴らん～夜のストレンジャー～
- つか版・忠臣蔵～大願成就討ち入り篇～ (前大納言資廉)

### 映画
- 悲しい色やねん

### テレビ
- 東京発エンターテイメントニュース キャスター

### ドラマCD
- 集英社カセット文庫 「愛してローマ夜想曲」 (シリウス)
- 富士見カセットブック 「風の大陸」 (ティーエ)